# Comuna Razkrižje
Razkrižje (Občina Razkrižje) este o comună din Slovenia, cu o populație de 1.215 locuitori (2002).

## Localități
Gibina, Kopriva, Razkrižje, Šafarsko, Šprinc, Veščica